# Альдераан
Альдераан або Алдераан (англ. Alderaan) — вигадана планета зі всесвіту «Зоряних війн». На вигляд була синьо-зеленою, зображувалася як планети земної групи з гуманоїдними жителями та характеризувалася мирною культурою. Це була рідна планета принцеси Леї Орґани, однієї з головних героїнь фільмів з оригінальної трилогії. В оригінальному фільмі (1977) планета була знищена Зіркою смерті.

## Історія створення
Ранні чернетки Зоряних війн містять посилання принаймні на дві планети, які згодом еволюціонували в концепцію Альдераана. Джордж Лукас включив планету під назвою Альдераан у ранню обробку. У Зоряних війнах (1973) Альдераан — це місто-планета та столиця галактики (на зразок Корусанту, який показали у трилогії приквелів). Чернетка сценарію починається зі сцени, в якій «жахливій синьо-зеленій» планеті Акіла загрожує озброєна космічна фортеця.
У чернетці Лукаса 1975 року «Пригоди Старкіллера», взяті з «Журналу Віллів, Сага I: Зоряні війни», планета-столиця Альдераан описується як плаваюче місто у хмарах, «підвішене в морі перистого метану». Планета, описана в проєкті сценарію Лукаса як «в облозі Імперських легіонів Альдераану». Ранні ескізи, замовлені Лукасом у Ральфа Маккуоррі, показують дизайн, який дуже нагадує Хмарне місто з Беспіну, яке було показано у «Імперія завдає удару у відповідь». У третьому проєкті Лукаса імперське місто Альдераан стало рідним світом Лордів ситхів, і Дарт Вейдер тримає тут у полоні принцесу Лею. Лукас продовжував допрацьовувати свій сценарій, в цьому йому допомагали сценаристи Віллард Хьюк та Глорія Кац. Назви планет і персонажів були переглянуті, а сценарій покращено. У четвертому проєкті сценарію планету-столицю Імперії було перенесено на космічну станцію під назвою «Зірка смерті», а мирна планета, яку знищила Імперія, отримала назву Альдераан.

## Зображення

### Фільми
Альдераан майже не зображувався у фільмах Зоряних війн. Планету на мить можна побачити у «Новій надії» (1977) до її знищення Зіркою смерті, а у «Помсті ситхів» (2005) присутня коротка сцена, яка показує місто з Альдераану серед засніженого гірського ландшафту.
Спочатку Альдераан був представлений у першому фільмі «Зоряні війни», що вийшов 1977 року. Початкова сцена зображує захоплення Галактичною імперією невеликого космічного корабля з Альдераану «Тантив IV», і представляє Лею Орґану, принцесу Королівського дому Альдераану, яку грає Керрі Фішер.

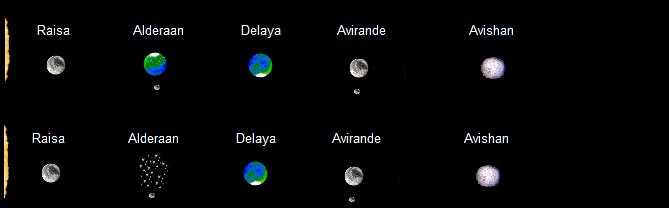
Схема системи Альдераан, яка показує до і після подій фільму «Зоряні війни: Нова надія».

Альдераан показаний у «Новій надії» з космосу, коли космічна станція Імперії рухається по орбіті навколо планети. Командир бойової станції Гранд-мофф Таркін, якого зіграв Пітер Кушинг, демонструє всю міць космічної станції і знищує планету, цим повідомляючи решті галактики, що буде з ними при будь-якому прояві повстання. Пізніше показано, що зруйнована планета перетворилася на поле астероїдів, коли космічний корабель «Тисячолітній сокіл» намагається потрапити на планету.
Знищення Альдераана означало, що планета не буде більше зображена у наступних фільмах, доки не вийшла трилогія приквелів. Планета була показана у «Помсті ситхів» (2005), з'явившись ненадовго в кінці фільму. Бейл Орґана, якого зіграв Джиммі Смітс, пілотує зоряний корабель на поверхню планети, яка зображена у вигляді гірського регіону, покритого снігом. Приземляючись у цитаделі серед гір, він привозить новонароджену принцесу Лею до свого королівського палацу. Фон для цих сцен був створений шляхом CGI-компонуванням пейзажних кадрів Ґріндельвальду у Швейцарії з зображенням міста.
У фільмі 2016 року «Бунтар Один» планета не показана, але з'являється Бейл Орґана, який заявляє, що повернеться до Альдераану, доки його дочка Лея не привезе до нього майстра-джедая Обі-Вана Кенобі. Сюжет фільму відбувається перед «Новою надією», тому вважається, що Бейл загину, коли Зірка смерті знищила планету.

### Телебачення
В одному епізоді анімаційного телесеріалу «Війни клонів» Асока Тано передчуває смерть Падме на Альдераані.
За словами Моффа Ґідеона найманка Карасинтія Д'юн, яка з'явилась у телесеріалі «Мандалорець», є колишнім республіканським солдатом з Альдераану, що згодом вона підтвердила.

### Комікси
Серія коміксів «Принцеса Лея» (2015) розповідає про принцесу Лею та повстанку Еван (жінку-пілот, яка також родом з Альдераану), які рятують тих, хто вижив від знищення планети. Комікс також містить короткий спогад про дитинство Леї на планеті та її стосунки з Бейлом Орґаною.
У «Зоряних війнах» № 33 (2017) Лея розповідає Люку, що іноді вона може бачити Альдераан серед зірок, оскільки з певних ракурсів у галактиці його світло ще випромінюється.

### Легенди
Альдераан часто згадується у Розширеному всесвіті Зоряних війн, колекції книг, коміксах та інших матеріалах, які не вважаються офіційними канонами, і тепер називаються «Легенди Зоряних війн». У різних історіях Альдераан представлений як рідна планета Тайко Селча та Уліка Кель-Дроми, які воювали у Великій війні ситхів у 4000 ДБЯ.

#### Радіопостановка
Адаптація радіопостановки NPR/BBC 1981 року «Зоряні війни» містить сцени на Альдераані, в яких принцеса Лея обговорює свою місію, щодо отримання планів Зірки Смерті від агентів повстання зі своїм батьком Бейлом Орґаною (Престор Орґана). У наступній сцені вона стикається з імперським командиром лордом Тіоном, і звинувачується в зраді. Відомо, що Альдераан проводить сувору політику проти зброї.

#### Книги та ігри
У романі Майкла Стекпола 1998 року «Я, джедай» Альдераан зображений як святилище для раси Каамасі, коли їхню рідну планету Каамас спустошує Імперія.
Альдераан представлений у рольовій грі 1991 року «Цвинтар Альдераану» (частина «Зоряні війни: Рольова гра»). У грі розповідається, як після Війн клонів величезну військову машину Альдераану було розібрано, а зброю помістили на борт військового корабля під назвою «Інший шанс». Корабель був запрограмований на безперервний стрибок у гіперпросторі, поки Рада Альдераану не поверне його на планету. Білл Славісек, який написав вихідний посібник для гри, пізніше використав його для свого видання «Путівник по всесвіту Зоряних війн».

#### Комікси
У коміксі Dark Horse «Темна імперія» (1991—1992) Новий Альдераан — планета-колонія повстанців, населена альдераанцями, які були не на планеті, коли Альдераан був знищений.

## Опис планети
У новелізації оригінального фільму (1976) Алан Дін Фостер описує Альдераан як «маленька зелена перлина світу». Планета більш суттєво з'являється у довідниках Зоряних війн щодо вигаданих місць. Згідно з книгами Кевіна Андерсона «Ілюстрований всесвіт Зоряних війн» (1995) та книгою Воллеса, Колінса та МакКінні «Зоряні війни: Основний довідник по планетах та супутниках» (1998), Альдераан покритий дикими пасовищами, рівнинами, лісами та гірськими хребтами. На планеті немає океану, але є напівзамерзле полярне море, тисячі озер та річок. Планета населена різноманітною флорою і фауною, такою як нерфами і трантами.
Про життя людей на планеті свідчить низка міст, побудованих у гармонії з природою. Столиця планети Альдера, була побудована на невеликому острові в центрі кальдери. Народ Альдераану високо цінує мистецтво та освіту, і надає велике значення своїй участі в Галактичному (пізніше Імперському) Сенаті, та у просуванні миру шляхом демілітаризації. Населення переважно демократичне, формою правління планети є конституційна монархія, монархи походять з Королівського дому Антильських островів, а пізніше з дому Орґана через шлюб з ними. Планетарним урядом є Вища рада Альдераану, яку очолює перший голова та віце-король.

## Аналіз
Дехто вважає знищення Альдераану художнім зображенням небезпеки ядерної зброї під час холодної війни, а деякі стверджують, що знищення використовується як приклад у поп-культурі неадекватних політичних і військових дій, що призводять до негативних наслідків.